# Sabaton/Diskografie
Diese Diskografie ist eine Übersicht über die musikalischen Werke der schwedischen Power-Metal-Band Sabaton. Den Schallplattenauszeichnungen zufolge hat sie bisher mehr als 480.000 Tonträger verkauft, davon alleine in ihrer Heimat über 200.000. Ihre erfolgreichste Veröffentlichung ist das Album Carolus Rex mit über 160.000 verkauften Einheiten.

## Alben

### Studioalben
| Jahr | Titel Musiklabel                      | Höchstplatzierung, Gesamtwochen, AuszeichnungChartplatzierungen (Jahr, Titel, Musiklabel, Platzierungen, Wochen, Auszeichnungen, Anmerkungen) | Höchstplatzierung, Gesamtwochen, AuszeichnungChartplatzierungen (Jahr, Titel, Musiklabel, Platzierungen, Wochen, Auszeichnungen, Anmerkungen) | Höchstplatzierung, Gesamtwochen, AuszeichnungChartplatzierungen (Jahr, Titel, Musiklabel, Platzierungen, Wochen, Auszeichnungen, Anmerkungen) | Höchstplatzierung, Gesamtwochen, AuszeichnungChartplatzierungen (Jahr, Titel, Musiklabel, Platzierungen, Wochen, Auszeichnungen, Anmerkungen) | Höchstplatzierung, Gesamtwochen, AuszeichnungChartplatzierungen (Jahr, Titel, Musiklabel, Platzierungen, Wochen, Auszeichnungen, Anmerkungen) | Höchstplatzierung, Gesamtwochen, AuszeichnungChartplatzierungen (Jahr, Titel, Musiklabel, Platzierungen, Wochen, Auszeichnungen, Anmerkungen) | Anmerkungen                                               |
| Jahr | Titel Musiklabel                      | SE | DE | AT | CH | UK | US | Anmerkungen                                               |
| ---- | ------------------------------------- | --- | --- | --- | --- | --- | --- | --------------------------------------------------------- |
| 2005 | Primo Victoria Black Lodge Records    | SE43 (3 Wo.)SE | — | — | — | — | — | Erstveröffentlichung: 4. März 2005                        |
| 2006 | Attero Dominatus Black Lodge Records  | SE16 (7 Wo.)SE | — | — | — | — | — | Erstveröffentlichung: 26. Juli 2006                       |
| 2007 | Metalizer Black Lodge Records         | SE21 (1 Wo.)SE | — | — | — | — | — | Erstveröffentlichung: 22. März 2007                       |
| 2008 | The Art of War Black Lodge Records    | SE5 (12 Wo.)SE | — | — | — | — | — | Erstveröffentlichung: 30. Mai 2008                        |
| 2010 | Coat of Arms Nuclear Blast            | SE2 (13 Wo.)SE | DE19 (2 Wo.)DE | AT71 (1 Wo.)AT | CH33 (1 Wo.)CH | — | — | Erstveröffentlichung: 21. Mai 2010                        |
| 2012 | Carolus Rex Nuclear Blast             | SE2 ×4Vierfachplatin · (101 Wo.)SE | DE7 (6 Wo.)DE | AT23 (1 Wo.)AT | CH19 (2 Wo.)CH | — | — | Erstveröffentlichung: 1. Juni 2012 Verkäufe: + 160.000    |
| 2014 | Heroes Nuclear Blast                  | SE1 Platin · (62 Wo.)SE | DE3 Gold · (12 Wo.)DE | AT11 (2 Wo.)AT | CH7 (4 Wo.)CH | UK59 (1 Wo.)UK | US99 (1 Wo.)US | Erstveröffentlichung: 16. Mai 2014 Verkäufe: + 140.000    |
| 2016 | The Last Stand Nuclear Blast          | SE1 Gold · (31 Wo.)SE | DE2 Gold · (9 Wo.)DE | AT2 (5 Wo.)AT | CH1 (9 Wo.)CH | UK17 (1 Wo.)UK | US63 (1 Wo.)US | Erstveröffentlichung: 19. August 2016 Verkäufe: + 120.000 |
| 2019 | The Great War Nuclear Blast           | SE1 (16 Wo.)SE | DE1 (12 Wo.)DE | AT3 (7 Wo.)AT | CH1 (11 Wo.)CH | UK11 (1 Wo.)UK | US42 (1 Wo.)US | Erstveröffentlichung: 19. Juli 2019                       |
| 2022 | The War to End All Wars Nuclear Blast | SE1 Gold · (12 Wo.)SE | DE1 (12 Wo.)DE | AT1 (6 Wo.)AT | CH4 (9 Wo.)CH | UK16 (1 Wo.)UK | US87 (1 Wo.)US | Erstveröffentlichung: 4. März 2022 Verkäufe: + 15.000     |

### Livealben
| Jahr | Titel                                     | Höchstplatzierung, Gesamtwochen, AuszeichnungChartplatzierungen (Jahr, Titel, Platzierungen, Wochen, Auszeichnungen, Anmerkungen) | Höchstplatzierung, Gesamtwochen, AuszeichnungChartplatzierungen (Jahr, Titel, Platzierungen, Wochen, Auszeichnungen, Anmerkungen) | Höchstplatzierung, Gesamtwochen, AuszeichnungChartplatzierungen (Jahr, Titel, Platzierungen, Wochen, Auszeichnungen, Anmerkungen) | Höchstplatzierung, Gesamtwochen, AuszeichnungChartplatzierungen (Jahr, Titel, Platzierungen, Wochen, Auszeichnungen, Anmerkungen) | Höchstplatzierung, Gesamtwochen, AuszeichnungChartplatzierungen (Jahr, Titel, Platzierungen, Wochen, Auszeichnungen, Anmerkungen) | Höchstplatzierung, Gesamtwochen, AuszeichnungChartplatzierungen (Jahr, Titel, Platzierungen, Wochen, Auszeichnungen, Anmerkungen) | Anmerkungen                             |
| Jahr | Titel                                     | SE | DE | AT | CH | UK | US | Anmerkungen                             |
| ---- | ----------------------------------------- | --- | --- | --- | --- | --- | --- | --------------------------------------- |
| 2011 | World War Live – Battle of the Baltic Sea | SE26 (4 Wo.)SE | DE26 (1 Wo.)DE | — | CH62 (1 Wo.)CH | — | — | Erstveröffentlichung: 26. August 2011   |
| 2013 | Swedish Empire Live                       | — | DE17 (3 Wo.)DE | — | — | — | — | Erstveröffentlichung: 4. Oktober 2013   |
| 2016 | Heroes on Tour                            | — | DE8 (4 Wo.)DE | — | CH99 (1 Wo.)CH | — | — | Erstveröffentlichung: 4. März 2016      |
| 2021 | The Great Show                            | — | DE18 (1 Wo.)DE | — | — | — | — | Erstveröffentlichung: 19. November 2021 |
| 2021 | 20th Anniversary Show (Live in Wacken)    | — | DE45 (1 Wo.)DE | — | — | — | — | Erstveröffentlichung: 19. November 2021 |
| 2022 | The Symphony to End All Wars              | — | DE38 (1 Wo.)DE | — | — | — | — | Erstveröffentlichung: 6. Mai 2022       |

Weitere Livealben
- 2014: Live on the Sabaton Cruise 2014
- 2024: The Tour to end All Tours – Live in Amsterdam

### Kompilationen
- 2012: Metalus Hammerus Rex

### EPs
- 2007: Attero Dominatus & Primo Victoria Sampler
- 2022: Weapons of the Modern Age
- 2023: Heroes of the Great War
- 2023: Stories from the Western Front

## Singles
| Jahr | Titel Album                                    | Höchstplatzierung, Gesamtwochen, AuszeichnungChartplatzierungen (Jahr, Titel, Album, Platzierungen, Wochen, Auszeichnungen, Anmerkungen) | Höchstplatzierung, Gesamtwochen, AuszeichnungChartplatzierungen (Jahr, Titel, Album, Platzierungen, Wochen, Auszeichnungen, Anmerkungen) | Höchstplatzierung, Gesamtwochen, AuszeichnungChartplatzierungen (Jahr, Titel, Album, Platzierungen, Wochen, Auszeichnungen, Anmerkungen) | Höchstplatzierung, Gesamtwochen, AuszeichnungChartplatzierungen (Jahr, Titel, Album, Platzierungen, Wochen, Auszeichnungen, Anmerkungen) | Höchstplatzierung, Gesamtwochen, AuszeichnungChartplatzierungen (Jahr, Titel, Album, Platzierungen, Wochen, Auszeichnungen, Anmerkungen) | Höchstplatzierung, Gesamtwochen, AuszeichnungChartplatzierungen (Jahr, Titel, Album, Platzierungen, Wochen, Auszeichnungen, Anmerkungen) | Anmerkungen                                           |
| Jahr | Titel Album                                    | SE | DE | AT | CH | UK | US | Anmerkungen                                           |
| --- | ---------------------------------------------- | --- | --- | --- | --- | --- | --- | ----------------------------------------------------- |
| 2008 | Cliffs of Gallipoli The Art of War             | SE1 Gold · (9 Wo.)SE | — | — | — | — | — | Erstveröffentlichung: 5. Juni 2008 Verkäufe: + 20.000 |
| 2010 | Coat of Arms                                   | SE17 (3 Wo.)SE | — | — | — | — | — | Erstveröffentlichung: 11. Juni 2010                   |
| 2014 | To Hell and Back Heroes                        | SE51 (1 Wo.)SE | — | — | — | — | — | Erstveröffentlichung: 23. Mai 2014                    |
| 2021 | Livgardet –                                    | SE53 (1 Wo.)SE | — | — | — | — | — | Erstveröffentlichung: 26. Februar 2021                |
| 2021 | The Royal Guard –                              | — | DE54 (1 Wo.)DE | — | — | — | — | Erstveröffentlichung: 9. April 2021                   |
| 2021 | Defence of Moscow –                            | SE94 (1 Wo.)SE | — | — | — | — | — | Erstveröffentlichung: 7. Mai 2021                     |
| 2022 | Soldier of Heaven The War to End All Wars      | SE60 (2 Wo.)SE | — | — | — | — | — | Erstveröffentlichung: 7. Januar 2022                  |
| 2022 | The Unkillable Soldier The War to End All Wars | SE89 (1 Wo.)SE | — | — | — | — | — | Erstveröffentlichung: 11. Februar 2022                |
| Folgende Lieder erschienen nicht als Single, wurden aber durch das Album zum Download und Streaming bereitgestellt und konnten somit eine Platzierung erlangen: |                                                | | | | | | |                                                       |
| |                                                | | | | | | |                                                       |
| 2022 | Stormtroopers The War to End All Wars          | SE86 (1 Wo.)SE | — | — | — | — | — |                                                       |
| 2022 | Race to the Sea The War to End All Wars        | SE93 (1 Wo.)SE | — | — | — | — | — |                                                       |

Weitere Singles
- 2007: Masters of the World
- 2010: Screaming Eagles
- 2012: Carolus Rex
- 2012: A Lifetime of War
- 2012: The Lion from the North
- 2012: Uprising (Live)
- 2013: 40:1
- 2014: Resist and Bite
- 2016: Blood of Bannockburn
- 2016: The Last Stand
- 2016: In the Army Now
- 2019: Bismarck
- 2019: Fields of Verdun
- 2019: The Red Baron
- 2019: Great War
- 2020: Angels Calling (feat. Apocalyptica)
- 2020: The Attack of the Dead Men (Live in Moscow) (feat. Radio Tapok)
- 2021: Kingdom Come
- 2021: Steel Commanders
- 2021: Christmas Truce
- 2025: Templars
- 2025: Hordes of Khan
- 2025: The Duelist

## Videoalben und Musikvideos

### Videoalben
| Jahr | Titel          | Höchstplatzierung, Gesamtwochen, AuszeichnungChartplatzierungen (Jahr, Titel, Platzierungen, Wochen, Auszeichnungen, Anmerkungen) | Höchstplatzierung, Gesamtwochen, AuszeichnungChartplatzierungen (Jahr, Titel, Platzierungen, Wochen, Auszeichnungen, Anmerkungen) | Höchstplatzierung, Gesamtwochen, AuszeichnungChartplatzierungen (Jahr, Titel, Platzierungen, Wochen, Auszeichnungen, Anmerkungen) | Höchstplatzierung, Gesamtwochen, AuszeichnungChartplatzierungen (Jahr, Titel, Platzierungen, Wochen, Auszeichnungen, Anmerkungen) | Höchstplatzierung, Gesamtwochen, AuszeichnungChartplatzierungen (Jahr, Titel, Platzierungen, Wochen, Auszeichnungen, Anmerkungen) | Höchstplatzierung, Gesamtwochen, AuszeichnungChartplatzierungen (Jahr, Titel, Platzierungen, Wochen, Auszeichnungen, Anmerkungen) | Anmerkungen                             |
| Jahr | Titel          | SE | DE | AT | CH | UK | US | Anmerkungen                             |
| ---- | -------------- | --- | --- | --- | --- | --- | --- | --------------------------------------- |
| 2021 | The Great Show | — | — | — | — | UK11 (3 Wo.)UK | — | Erstveröffentlichung: 19. November 2021 |

### Musikvideos
| Jahr | Titel                   | Regie            |
| ---- | ----------------------- | ---------------- |
| 2006 | Attero Dominatus        |                  |
| 2008 | Cliffs of Gallipoli     |                  |
| 2008 | Metal Crüe (Livevideo)  |                  |
| 2009 | 40:1                    | Jacek Raginis    |
| 2010 | Uprising                | Jacek Raginis    |
| 2010 | Screaming Eagles        | Nicholas Dackard |
| 2010 | Coat of Arms            |                  |
| 2014 | To Hell and Back        | Owe Lingvall     |
| 2017 | Primo Victoria          | Zoran Bihac      |
| 2019 | Bismarck                | Matthias Hoene   |
| 2019 | Fields of Verdun        |                  |
| 2019 | The Red Baron           |                  |
| 2019 | Great War               |                  |
| 2019 | 82nd All the Way        |                  |
| 2019 | Angels Calling          |                  |
| 2019 | Seven Pillars of Wisdom | Mehdi Jouini     |
| 2021 | Livgardet               | Rickard Erixon   |
| 2021 | The Royal Guard         |                  |
| 2021 | Defence of Moscow       |                  |
| 2021 | Steel Commanders        |                  |
| 2021 | Christmas Truce         |                  |
| 2022 | Soldier of Heaven       |                  |
| 2022 | The Unkillable Soldier  |                  |
| 2022 | Race to the Sea         |                  |

## Sonderveröffentlichungen
Demos
- 2000: Sabaton (4-Track)
- 2000: Sabaton (6-Track)
- 2001: Fist for Fight

## Statistik

### Chartauswertung
|                     | SE     | DE     | AT    | CH    | UK    | US    |
| ------------------- | ------ | ------ | ----- | ----- | ----- | ----- |
| Nummer-eins-Alben   | SE4SE  | DE2DE  | AT1AT | CH2CH | UK—UK | US—US |
| Top-10-Alben        | SE7SE  | DE6DE  | AT3AT | CH4CH | UK—UK | US—US |
| Alben in den Charts | SE11SE | DE12DE | AT6AT | CH8CH | UK4UK | US4US |

|                       | SE     | DE    | AT    | CH    | UK    | US    |
| --------------------- | ------ | ----- | ----- | ----- | ----- | ----- |
| Nummer-eins-Singles   | SE1SE  | DE—DE | AT—AT | CH—CH | UK—UK | US—US |
| Top-10-Singles        | SE1SE  | DE—DE | AT—AT | CH—CH | UK—UK | US—US |
| Singles in den Charts | SE10SE | DE1DE | AT—AT | CH—CH | UK—UK | US—US |

|                          | SE    | DE    | AT    | CH    | UK    | US    |
| ------------------------ | ----- | ----- | ----- | ----- | ----- | ----- |
| Nummer-eins-Videoalben   | SE—SE | DE—DE | AT—AT | CH—CH | UK—UK | US—US |
| Top-10-Videoalben        | SE—SE | DE—DE | AT—AT | CH—CH | UK—UK | US—US |
| Videoalben in den Charts | SE—SE | DE—DE | AT—AT | CH—CH | UK1UK | US—US |

### Auszeichnungen für Musikverkäufe
| Goldene Schallplatte - Polen - 2011: für das Album Coat of Arms - 2012: für das Album World War Live – Battle of the Baltic Sea - 2013: für das Album Carolus Rex - 2019: für das Album The Last Stand - 2020: für das Album The Great War - Tschechien - 2017: für das Album The Last Stand - Ungarn - 2022: für das Album The War to End All Wars |

Anmerkung: Auszeichnungen in Ländern aus den Charttabellen bzw. Chartboxen sind in ebendiesen zu finden.
| Land/RegionAuszeichnungen für Musikverkäufe (Land/Region, Auszeichnungen, Verkäufe, Quellen) | Gold       | Platin     | Verkäufe | Quellen              |
| -------------------------------------------------------------------------------------------- | ---------- | ---------- | -------- | -------------------- |
| Deutschland (BVMI)                                                                           | 2× Gold2   | —          | 200.000  | musikindustrie.de    |
| Polen (ZPAV)                                                                                 | 5× Gold5   | —          | 50.000   | olis.pl              |
| Schweden (IFPI)                                                                              | 3× Gold3   | 5× Platin5 | 245.000  | sverigetopplistan.se |
| Tschechien (IFPI)                                                                            | Gold1      | —          | 2.500    | musikwoche.de        |
| Ungarn (MAHASZ)                                                                              | Gold1      | —          | 2.000    | slagerlistak.hu      |
| Insgesamt                                                                                    | 12× Gold12 | 5× Platin5 |          |                      |